# Inwigilacja (film)
Inwigilacja (tytuł oryg. Gun chung) – hongkoński kryminalny dreszczowiec w reżyserii Yau Nai-hoi, którego premiera odbyła się 10 lutego 2007 roku.
Film oraz jego obsada byli nominowani do nagród w 20 kategoriach i zdobyli nagrody w 6 kategoriach.

## Obsada
Źródło: Filmweb

- Tony Leung Ka-fai – Shan
- Simon Yam – sierżant Wong Man Chin / „Dog Head”
- Kate Tsui – policjantka Ho Ka-Po / „Piggy”
- Lam Suet – Ng Tung / 'Fatman'
- Maggie Siu – Madame
- Cheung Siu-fai – starszy inspektor Chan
- Wai Leung Hung – Andy
- Kwok Shing Lau – mistrz (niewymieniony w czołówce)
- Susan Tse – żona mistrza
- Wayne Lai
- Berg Ng
- Samuel Pang